# 港子尾 (麻豆區)
港子尾，原寫為港仔尾，是臺灣臺南市麻豆區的一個傳統地域名稱，位於該區西北端。相較於今日行政區，其範圍大致包括港尾里不含東南部邊界地帶中段、海埔里西部中央凸出部分、北勢里西部邊界地帶中偏北一小段。
本地區境內主要聚落為港仔尾、謝榜寮、營後、客仔寮，港尾國小位於港仔尾聚落旁。

## 歷史
台灣日治初期，港子尾地區為一街庄，稱為「港仔尾庄」（舊制街庄），隸屬於佳里興堡。該庄昔日西北學甲庄、宅仔港庄為鄰，東北與北勢藔庄為鄰，東南邊為埤頭庄、大山腳庄、海埔庄，南邊為佳里興庄，西南邊為溪州庄。
1901年（日治明治三十四年）11月11日，全台廢縣廳改設二十廳，該庄隸屬於鹽水港廳。1904年（明治三十七年）4月1日，該庄編入「佳里興區」，隸屬於鹽水港廳。1906年（明治三十九年）4月1日，鹽水港廳內管轄區域調整，該庄仍隸屬於佳里興區。1909年（明治四十二年）10月25日，全台合併二十廳為十二廳，佳里興區改隸屬於臺南廳。1920年（大正九年）10月1日，全台地方制度大改正，廢十二廳改設五州二廳，該庄改制並雅化為「港子尾」大字，隸屬於臺南州曾文郡麻豆街（新制街庄）。
戰後麻豆街改制為麻豆鎮，隸屬於臺南縣，大字亦改制為里。1950年（民國39年）10月25日，雲、嘉、南分治，麻豆鎮仍隸屬於臺南縣。2010年（民國99年）12月25日，臺南縣、市合併為直轄臺南市，麻豆鎮改制為麻豆區。

## 聚落
本地區發展較早的聚落為港仔尾、謝榜寮、營後、客仔寮，在日治初期的官方地圖上已有記載。

## 交通
市道171號是北門至烏山頭的道路，經過本地區港仔尾聚落東郊。由該道路西北行可前往學甲區、北門區，並止於區道南15線路口；東南行可前往麻豆區麻豆市區、官田區的烏山頭地區，並止於市道165號路口。
區道南50線是海尾至九股寮的道路，其西側端點（起點）位於本地區文瑞橋旁市道171號路口，由此向東北會經過客仔寮聚落。

## 學校
- 港尾國小